# ブルーデビルス
ブルーデビルス（Blue Devils Drum and Bugle Corps）は、アメリカ合衆国カリフォルニア州コントラコスタ郡コンコードを拠点とするドラムコー（マーチングバンド）である。
ドラムコーインターナショナル（DCI）では最多の21回の優勝記録を誇り、またDCI史上最高スコアも保持している（2014年に99.65点）。

## 概要
1957年に『The Blue Devils』結成。当初は50人に満たない編成の男性のみによるドラムコー（Drum Corps＝ここでは鼓隊の意）と、女性のみのマーチングチームに分かれていた。
翌1958年には鼓隊にグロッケンが加えられ、『Drum & Bell Corps』となる。また、バトントワラー・チームも別組織として加えられた。1961年にはカラーガードが加えられ、男女混合の組織となる。
その後、1970年にはカラーガードライン、ドラムラインから10人のブラスプレイヤーが募られ、1971年2月14日、カリフォルニア州ダウニーにおいて『Drum & Bugle Corps』として大会に初参戦。1972年春には70名を超える編成となり、初めて夏のツアーに参加。北西部チームと善戦を繰り広げ、同年にはBクラスからAクラスに格上げ。
1973年には初めて全国レベルの大会に参加。ホワイトウォーターにおいて23位という成績を残す。
1976年には初優勝。翌1977年には二連覇を果たす。
2014年のショーで2002年のキャバリアーズ・2005年のキャデッツがともに保持していた最高スコアを0.5ポイント上回り99.65点の最高スコアを樹立した。
その後、2024年大会までの間にDCIでは21回という驚異的な優勝回数を誇る。最高得点および最多優勝記録は2024年現在も破られていない。

## ウインター・ガード
1960年代中盤からは、冬季限定でカラーガードのみでのショウも行うようになる。The Blue Devils Winter Guardは、1988年から1992年までワールドクラスで活動。休止後1995年には復活するや否や1998年まで怒涛の4年連続チャンピオンとなる。
1996年の99.55というスコアは未だ破られていない過去最高得点である。

## 歴代のショー（2008年～2021年）
出典：https://bluedevils.org/programs/a-corps/seasons/?module=info
| 年   | テーマタイトル               | 使用楽曲 | 点数   | 順位 |
| 2008 | Constantly Risking Absurdity | 映画「スウィーニー・トッド フリート街の悪魔の理髪師」メインテーマ／スティーブン・ソンドハイム フリギアの門／ジョン・アダムス 2声のインベンション第４番ニ短調／ヨハン・セバスティアン・バッハ セレナーデ・シゾフラナ／ダニー・エルフマン アイ・ウィル・ウェイト・フォー・ユー／ミシェル・ルグラン 映画「アンタッチャブル」テーマ／エンニオ・モリコーネ | 98.100 | 2位  |
| 2009 | 1930                         | ゲット・ハッピー／ジュディ・ガーランド 幸せな日よ再び／バーブラ・ストライサンド 愛を奏でて／エンニオ・モリコーネ ピアノ変奏曲／アーロン・コープランド リアルト・リップルズ／ジョージ・ガーシュウィン アイ・ガット・リズム／ジョージ・ガーシュウィン ピアノ協奏曲／ジョージ・ガーシュウィン キャラバン／ファン・ティゾール ラプソディ・イン・ブルー／ジョージ・ガーシュウィン | 99.050 | 1位  |
| 2010 | Through a Glass Darkly       | シティ・オブ・グラス／ロバート・グレイティンガー コンフリクト & ミラージュ／ピート・ルゴロ トラジェクトリーズ／フランクリン・マークス インシデント・イン・ジャズ／ロバート・グレイティンガー ローラ／デイヴィッド・ラクシン 愚か者の運／ジョニー・リチャーズ | 98.900 | 1位  |
| 2011 | The Beat My Heart Skipped    | ハウス・イズ・ノット・ホーム Summer of 77 ウォーク・オン・バイ 悲しみは鐘の音とともに 小さな願い 素晴らしき恋人たち ゴッド・ギヴ・ミー・ストレング ／バート・バカラック | 97.800 | 2位  |
| 2012 | Cabaret Voltaire             | 調和／ジョン・アダムス アポロ13のテーマ／ジェイムズ・ホーナー 子供の夢の時間／チャールズ・ミンガス Symphonies:Ⅴ／アンドレ・スーリー バード・アンド・ベラ 変ロ調／ドン・セベスキー ジムノペディ／エリック・サティ バレエ・メカニック／ジョージ・アンタイル ペピー・アンド・ジョージ／ルドヴィック・ブールス ドクター・ボーンズ／チェリー・ポッピン・ダディーズ 新参者／ダニー・エルフマン テヴォット／トーマス・アデス ラプソディ・イン・ブルー／ジョージ・ガーシュウィン         | 98.700 | 1位  |
| 2013 | The Re:Rite of Spring        | 春の祭典／イーゴリ・ストラヴィンスキー 春の祭典／ドン・セベスキー The ReWrite of Spring（ストラヴィンスキー作曲『春の祭典』アレンジ版） ／ダリル・ブレンゼル | 98.050 | 2位  |
| 2014 | Fellinisque                  | Act 1 - フェリーニの宗教 : 古いおもちゃ／ダニー・エルフマン 映画「道」メインテーマ／ニーノ・ロータ Act 2 - フェリーニのサーカス : ピエロ／ニーノ・ロータ サーカス・カンパニー／ゴードン・グッドウィン Act 3 - フェリーニのファンタジー : ビー・イタリアン／モーリー・イェストン 映画スタジオ／ダニー・エルフマン | 99.650 | 1位  |
| 2015 | Ink                          | スウィーニトッドのバラード／スティーブン・ソンドハイム 巨人の攻撃（映画「イントゥ・ザ・ウッズ」より）／スティーブン・ソンドハイム マッドハッターのティーパーティー／ゴードン・グッドウィン アイ・ライク・ユー／J.Y.Park(GOT7) 子供たちは聴いている／スティーブン・ソンドハイム 最後の真夜中／スティーブン・ソンドハイム | 97.650 | 1位  |
| 2016 | As Dreams Are Made On        | ケープ・フィアー／バーナード・ハーマン ストーミー・ウェザー／ハロルド・アレン アリエル・アタック／ゴードン・グッドウィン ウェア・アー・ユー・ナウ／ディプロ, スクリレックス 映画「インポッシブル」メインテーマ／フェルナンド・ベラスケス ミシマ：ア・ライフ・イン・フォー・チャプターズ／フィリップ・グラス | 97.250 | 2位  |
| 2017 | Metamorph                    | 時間の勝利／ピーター・グレイアム 熊蜂の飛行／ニコライ・リムスキー・コルサコフ エブリシング・マスト・チェンジ／バーナード・イグナー S.T.A.Y（映画「インターステラー」より）／ハンス・ジマー クリスタル／シモン・ドブソン | 98.538 | 1位  |
| 2018 | Dreams and Nighthawks        | ローラ／デイヴィッド・ラクシン ハーレム・ノクターン／アール・ヘイゲン スムース・クリミナル／マイケル・ジャクソン ナチュラル・ウーマン／アレサ・フランクリン ジェイコブズ・ベーカリー（映画「ファンタスティック・ビースト」より）／ジェームズ・ニュートン・ハワード シティ・ノイアー／ジョン・アダムス ブレイド・ホークス／シモン・ドブソン ナイト・ランナー／ポール・ラバット・クーパー コナコル・デュエット／V Shivapriya & BR Somasheker Jois 愛を奏でて／エンニオ・モリコーネ | 97.350 | 2位  |
| 2019 | Ghostlight                   | シャーロック・ホームズのテーマ／ハンス・ジマー ドント・シンク／スラム リズム・ソング／ポール・スマドベック サイクル・ソング／イモージェン・ヒープ 真の情熱／ローン・バルフ 天才的発想／ローン・バルフ 交響曲第3番／アラム・ハチャトゥリアン サーカス／ブリトニー・スピアーズ | 98.325 | 1位  |
| 2020 |                              | 新型コロナウイルス感染拡大のためDCI2020年シーズンがキャンセル |        |      |
| 2021 |                              | 2021年シーズンは不参加 |        |      |
| ---- | ---------------------------- | --- | ------ | ---- |

## 日本との関係
過去に『ブラスト!』のキャストである石川直も在籍していた。
最近ではマーチングインオカヤマにゲストとして出場。